# Demineralisering
Demineralisering innebär, inom fysiologi, avlägsnande av mineralsalter ur kroppsvävnader. 
Hos djur och människor kan ben och tänder demineraliseras och är en form av nedbrytning som kroppen kan ta skada av. Demineralisering av tandens
emalj har olika orsaker varav några är karies eller högfrekvent exponering för syror i livsmedel.